# Cheick Doumbia
Cheikh Mohamed Cherif Doumbia, né le 19 août 1991 à Bamako, au Mali, est un footballeur international malien. Il joue au poste de milieu relayeur au FC Borgo. Cheick Doumbia est apparu plusieurs fois avec l'équipe nationale malienne composée uniquement par des joueurs locaux, notamment à la CHAN 2014.

## Biographie
En décembre 2009, Cheikh Mohamed Chérif Doumbia signe pour 5 ans au Stade tunisien après avoir remporté, à 19 ans, la Coupe de la confédération 2009, avec le Stade malien face à la formation algérienne de l'Entente sportive de Sétif.
Il revient au Mali en raison de la situation en Tunisie.
En juin 2014, il quitte le Stade malien, alors entraîné par Pascal Janin, pour rejoindre le Stade brestois pour deux saisons plus une en option.

### Sélection nationale du Mali
Il joue la Coupe d'Afrique des nations junior en Afrique du Sud (demi-finaliste) et la Coupe du monde des moins de 20 ans en Colombie en 2011.
Il fait partie d'un groupe de 21 joueurs retenu par Patrice Carteron pour le match Mali - Rwanda de mars 2013 comptant pour les éliminatoires du mondial 2014. Il participe au CHAN 2014 en Afrique du Sud (défaite contre le Zimbabwe en quarts de finale).

### Palmarès
- Vainqueur de la Coupe de la CAF en 2009 avec le Stade malien[4]
- Champion du Mali en 2013 avec le Stade malien
- Vainqueur de la Coupe du Mali en 2013 avec le Stade malien

### Distinctions
- Élu meilleur joueur du championnat malien lors de la saison 2012-2013[5]

## Carrière
| Saison            | Club           | Pays    | Championnat | Championnat | Championnat | Championnat  | Championnat  | Coupe nationale | Coupe nationale | Coupe continentale | Coupe continentale | Mali    | Mali |
| Saison            | Club           | Pays    | Division    | Matchs      | Buts        | Cartons      | Cartons      | Matchs          | Buts            | Matchs             | Buts               | Matchs  | Buts |
| ----------------- | -------------- | ------- | ----------- | ----------- | ----------- | ------------ | ------------ | --------------- | --------------- | ------------------ | ------------------ | ------- | ---- |
| Saison            | Club           | Pays    | Division    | Matchs      | Buts        | Carton jaune | Carton rouge | Matchs          | Buts            | Matchs             | Buts               | Matchs  | Buts |
| 2008 - déc. 2009  | Stade malien   | Mali    | Division 1  | -           | -           | -            | -            | -               | -               | 3                  | 0                  | -       | -    |
| janv. 2010 - 2010 | Stade tunisien | Tunisie | Ligue 1 Pro | 3           | 0           | -            | -            | -               | -               | -                  | -                  | -       | -    |
| 2010 - 2011       | Stade tunisien | Tunisie | Ligue 1 Pro | 7           | 0           | -            | -            | -               | -               | -                  | -                  | 3 (U20) | 1    |
| 2011 - 2012       | Stade malien   | Mali    | Division 1  | -           | -           | -            | -            | -               | -               | 4                  | 0                  | -       | -    |
| 2012 - 2013       | Stade malien   | Mali    | Division 1  | -           | -           | -            | -            | -               | -               | 4                  | 0                  | 2       | 0    |
| 2013 - 2014       | Stade malien   | Mali    | Division 1  | 6           | 1           | -            | -            | -               | -               | 2                  | 0                  | 4       | 0    |
| 2014 - 2015       | Stade brestois | France  | Ligue 2     | 5           | 0           | 2            | 0            | 1               | 0               | 1                  | 0                  | -       | -    |
| 2015 - 2016       | Stade brestois | France  | Ligue 2     | 2           | 0           | -            | -            | 1               | 0               | -                  | -                  | -       | -    |
| 2016 - 2017       | Stade brestois | France  | Ligue 2     | 8           | 0           | 1            | 0            | 2               | 0               | -                  | -                  | -       | -    |

Au 25 août 2014